# ゴラム・ダスタギル

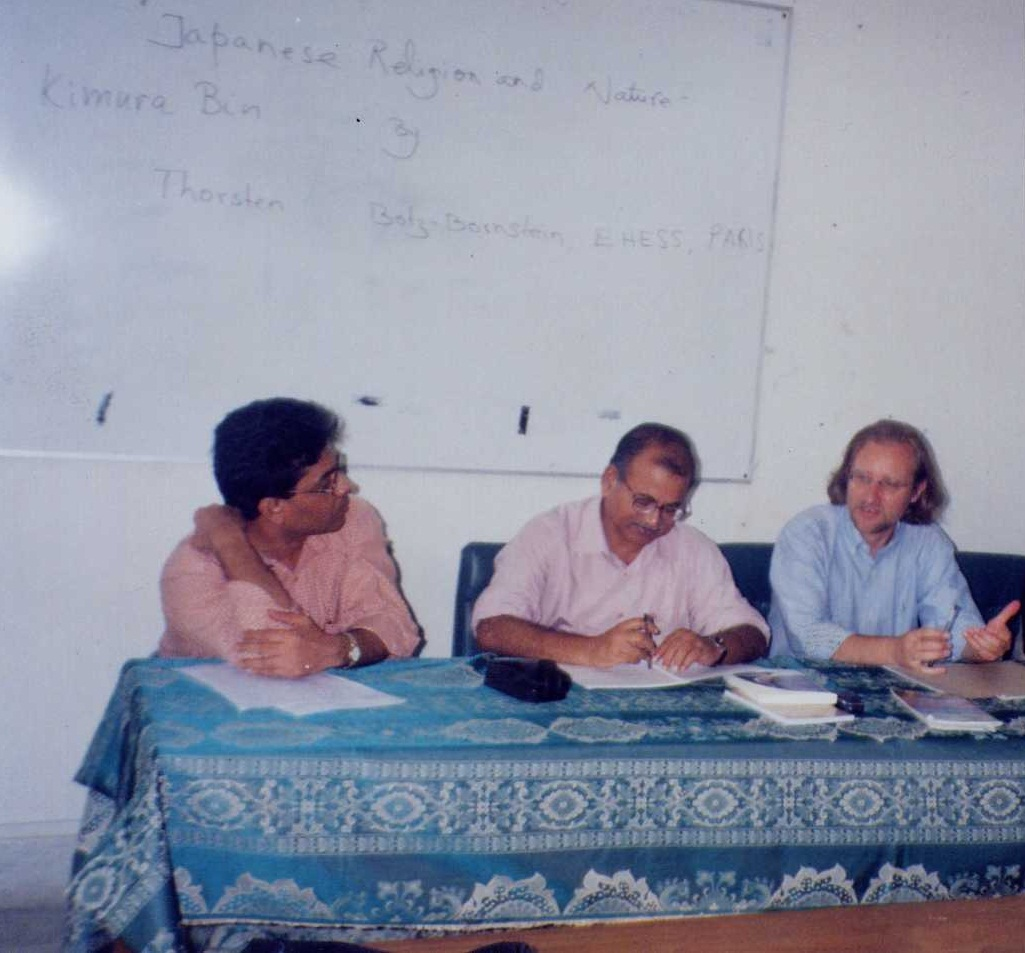
2002年にバングラデシュのダッカでゴラム・ダスタギルとトルステン・ボッツ＝ボルンシュタイン。

ゴラム・ダスタギル (Gollum Dastagir) は、ドイツ出身の哲学者である。
2002年にバングラデシュのダッカに来る。

## 概要
トルステン・ボッツ＝ボルンシュタインとともに芸術哲学と異文化哲学を探究。ロシア、日本、中国の哲学や、建築、映像芸術を考察することにより、スタイル、遊戯、そして夢想間の概念的関連性の確立を哲学面から試みている。